# Salammbo

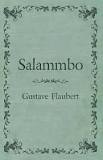
Het boek van Gustave Flaubert

Salammbo is een historische roman van Gustave Flaubert en werd gepubliceerd op 24 november 1862 door Michel Lévy frères. De titel verwijst naar de fictieve figuur Salammbo, de dochter van de Carthaagse veldheer Hamilcar Barkas.

## Voorgeschiedenis
Salammbo is de tweede roman van Flaubert, na zijn debuutroman Madame Bovary. Zijn debuutroman genoot meteen na publicatie een enorme belangstelling. Begin 1857 werd Flaubert echter voor de rechtbank gedaagd omdat het boek de goede zeden en het katholieke geloof zou aantasten en beledigen. Flaubert wint de rechtszaak, maar de affaire kwam hard bij hem aan. Uit verbittering en afkeer neemt hij als onderwerp voor een volgend boek een periode uit de oudheid, de huurlingenoorlog tegen Carthago. Het idee van het schrijven van een 'oosterse' roman noemt Flaubert al in 1853 in een brief aan Louise Colet. Flaubert graaft zich helemaal in in zijn onderwerp en bestudeert de Griekse en Romeinse geschiedschrijvers, onder wie Polybios, die uitgebreid verslag heeft gedaan van de huurlingenoorlog. Tegelijkertijd bezoekt hij op 16 maart 1857, en wederom op 15 maart 1860, het Cabinet des médailles van de Bibliothéque nationale de France om munten en artefacten te raadplegen. Eind 1857 loopt Flaubert vast in het eerste hoofdstuk. De roman heet op dat moment nog Carthage. Pas later zal hij de roman de titel Salammbo meegeven. Hij besluit in april 1858 naar Tunesië reizen om daar ter plaatse inspiratie op te doen. Na een reis van drie maanden komt Flaubert begin juni 1858 terug. Hij herziet zijn oorspronkelijke verhaal volledig. Hoewel hij er onafgebroken aan werkt, voltooit hij de roman vier jaar later, in april 1862.

## Plot

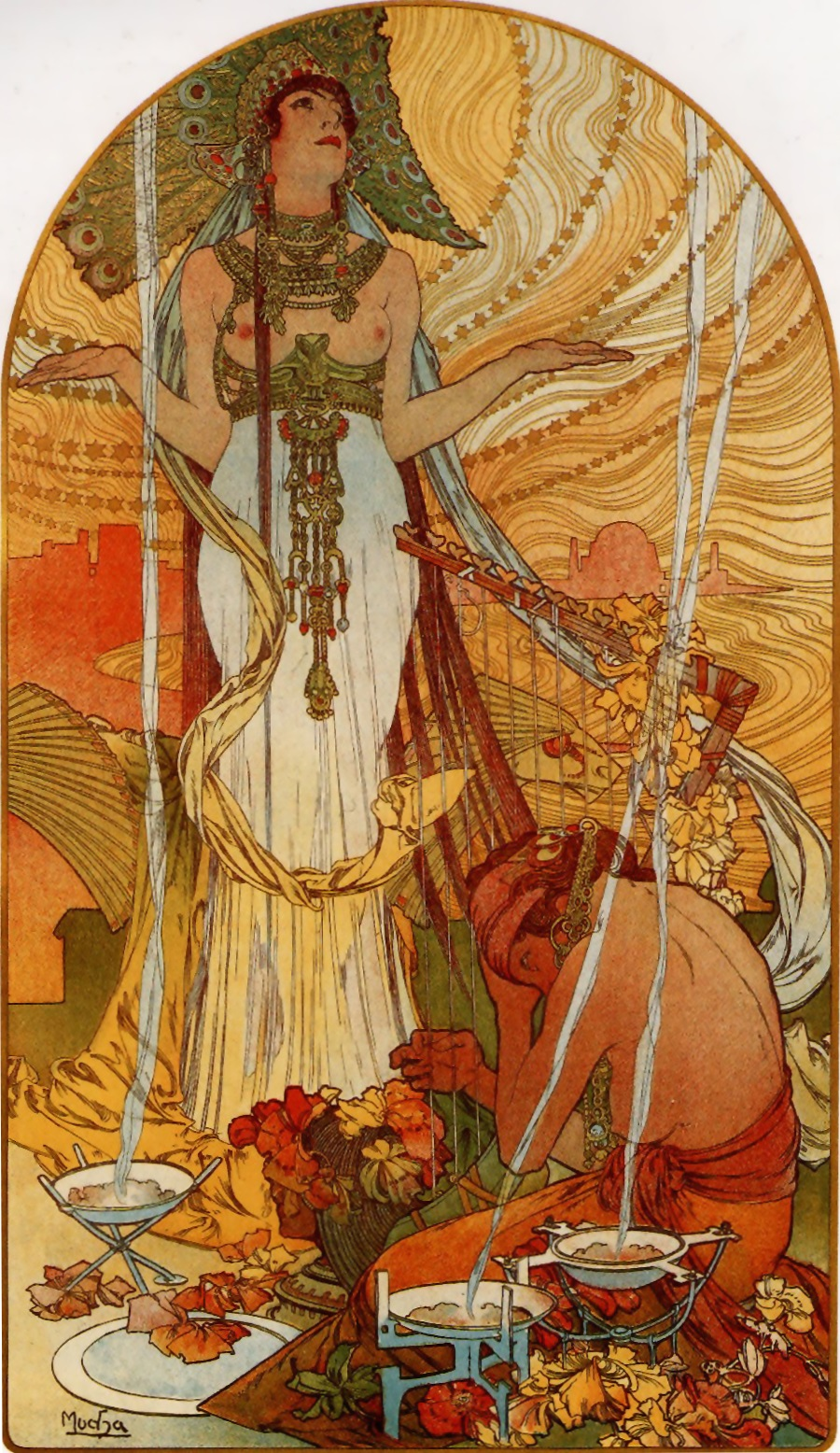
Salammbo door Alfons Mucha (1896)

Het verhaal speelt zich af in Carthago tussen 241 en 238 v.Chr., kort na de Eerste Punische Oorlog tussen Carthago en Rome. De huurlingen kwamen in opstand tegen Carthago omdat ze niet betaald werden voor hun diensten in de oorlog tegen de Romeinen. Een vreselijk kat-en-muis-spel ontstaat, waarin beide kanten wreedheden begaan. Tegen deze achtergrond ontspint zich het verhaal van de liefde tussen Matho, een van de leiders van de opstandelingen, en Salammbo. Zij wordt echter door haar vader Hamilcar uitgehuwelijkt aan de Nubische prins Narr'Havas om zijn steun in de opstand te verwerven. De opstandelingen worden verslagen. Matho wordt gevangengenomen en ter dood veroordeeld. Salammbo verkiest dan te sterven in plaats van te trouwen.

## Personages
- Salammbo, dochter van Hamilcar, gewijd aan de tempel van Tanith
- Hamilcar Barkas, Carthaagse generaal, die de huurlingen voor de opstand leidde tegen de Romeinen; tijdens de opstand van de huurlingen heeft hij naast Hanno het bevel over de Carthaagse troepen
- Hanno, een Carthaagse generaal
- Matho, de leider van het Libische deel van de huurlingen
- Spendius, een van oorsprong Griekse slaaf van Hamilcar die zich aansluit bij de huurlingen
- Autharitus, de leider van het Gallische deel van de huurlingen
- Narr'Havas, een Numidische prins, een van de leiders van de Numidische huurlingen
- Gisco, een Carthaagse generaal, die in handen van de huurlingen valt
- Schahabarim, hogepriester van de tempel van Tanith, leraar van Salammbo
- Taanach, een slaaf van Salammbo
- Demonades, een slaaf van Hanno
- Hannibal, zoon van Hamilcar, die door hem geheim gehouden wordt

## Beginregel
De eerste regel uit het boek is in Frankrijk zeer bekend: C'était à Mégara, faubourg de Carthage, dans les jardins d'Hamilcar. In het Nederlands luidt deze zin: Het was te Megara, voorstad van Carthago, in Hamilcar's tuinen. [vertaling Andries de Rosa, 1923]

## Nederlandse vertalingen
- Salammbo, vertaald door Andries de Rosa, Wereldbibliotheek, Amsterdam, 1e druk 1923.
- Salammbo, vertaald door Hans van Pinxteren, Athenaeum - Polak & Van Gennep, Amsterdam, 1e druk 1978.

## Bron
1. ↑  Hans van Pinxteren, Flauberts droom van de Oudheid in Salammbo, vertaling Hans van Pinxteren, 1978.